# Stöbnitztalbrücke
Die Stöbnitztalbrücke ist eine 297 m lange Eisenbahnüberführung der Neubaustrecke Erfurt–Leipzig/Halle über die Stöbnitz bei Oechlitz. Das Vergabeverfahren begann am 30. Juli 2007, Baubeginn war am 1. März 2008. Am 31. Dezember 2009 sollte das Bauwerk fertiggestellt sein. Die Arbeiten an der Brücke waren im Frühjahr 2012 beendet.

## Vorplanung
Im Bereich der Stöbnitztalbrücke weist die Eisenbahnstrecke in der Planung ein Gefälle von 11,3 ‰ Richtung Leipzig auf und besitzt einen Gleisachsabstand von 4,5 m. Die nur 14 m hohe Balkenbrücke ist aus ökologischen Gründen an Stelle eines Dammes gewählt worden. Bedingt durch die geringe Höhe sieht die Planung aus ästhetischen Gesichtspunkten einen Überbau mit niedriger Konstruktionshöhe vor. Als Konstruktionsart war in der Entwurfsplanung eine Platte mit einbetonierten Walzträgern (System „Walzträger in Beton“) vorgesehen, was oft bei Straßenunterführungen in Städten zur Anwendung kommt, bei langen Brücken selten. Ausgeschrieben wurde ein vorgespannter Durchlaufträger mit einem flachen Plattenbalken als Überbauquerschnitt in Massivbauweise, mit Lagern und Fugen.
Nach dem Planungsstand von Mitte 1995 sollte das 297 m lange Bauwerk am südlichen Rand des Planfeststellungsabschnitts 2.4 der Neubaustrecke, zwischen den Baukilometern 66,90 und 67,20, liegen.

## Ausführung

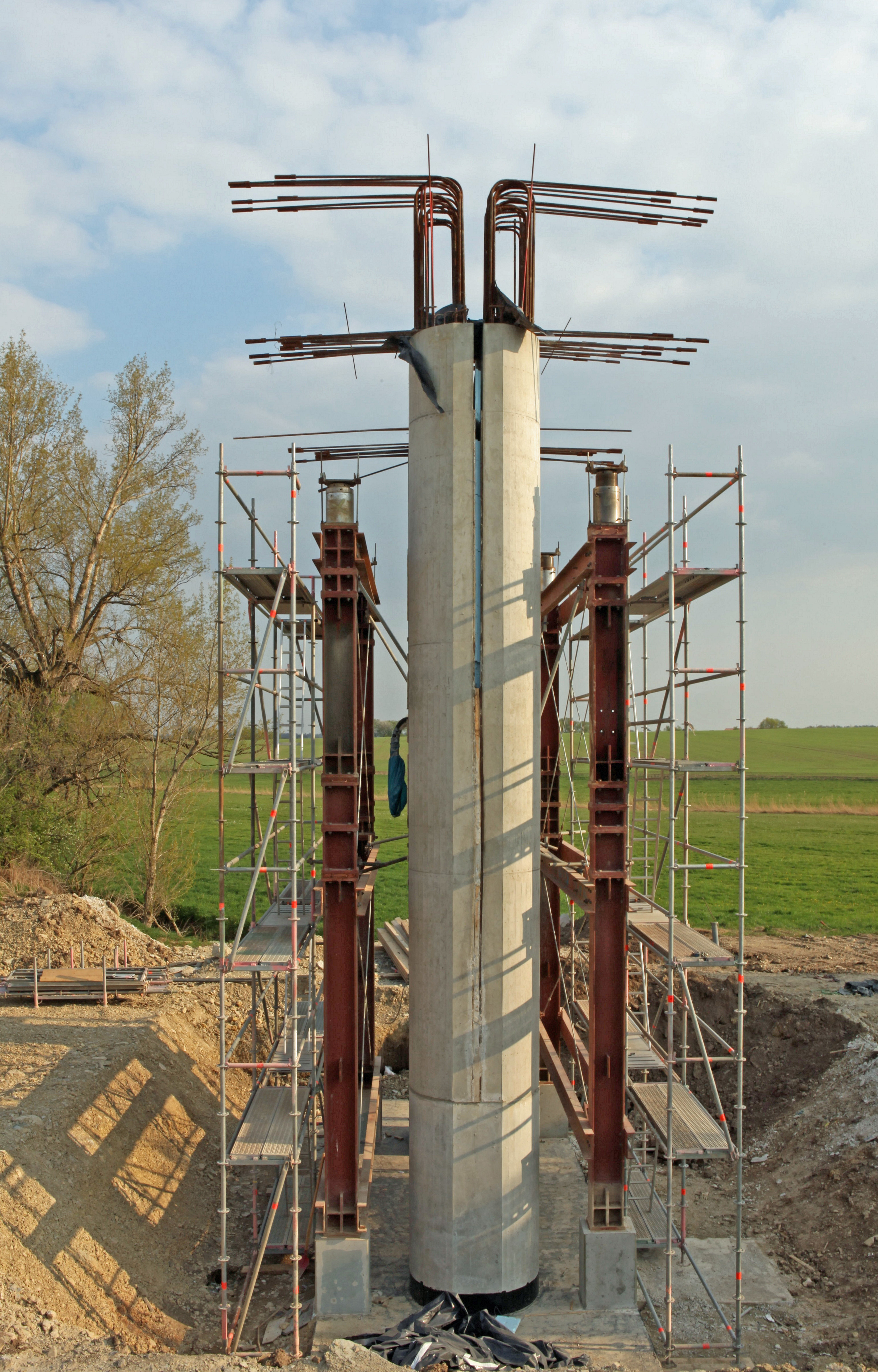
Trennpfeiler mit Vertikalfuge

Das Bauwerk liegt zwischen den Streckenkilometern 258,018 und 258,315.
Realisiert wurde ein Sondervorschlag des bauausführenden Unternehmens. Der Betreiber erhofft sich dadurch sowohl Kostenvorteile im Bau und Instandhaltung als auch eine Verbesserung des ästhetischen Wirkung.
Der Ausführungsentwurf weist eine 297 m lange vorgespannte zweistegige Plattenbalkenbrücke als Überbau auf, die auf Rundstützenpaaren mit Vollquerschnitten und den Widerlagern ruht und mit diesen monolithisch verbunden ist. Das rahmenartige Durchlaufträgersystem besitzt keine Lager. Ursprünglich war für den Überbau eine Konstruktionshöhe von 1,25 m vorgesehen. Diese musste auf 1,95 m erhöht werden, da die Steifigkeit unzureichend war, um die Nachweise aus den dynamischen Einwirkungen infolge des Hochgeschwindigkeitsverkehrs führen zu können.
In Längsrichtung besteht die Brücke aus vier Abschnitten, die durch Fugen mit Ausgleichsplatten bei der Festen Fahrbahn über den drei vertikal geschlitzten Stützenpaaren getrennt sind. Die beiden Teilsysteme an den Brückenenden bestehen aus zwei Feldern mit Längen von 22,0 m und 24,0 m. Die beiden mittleren Abschnitte sind 102,5 m lang und weisen Stützweiten von 2 × 24,0 m, 6,5 m und 2 × 24,0 m auf. Die Abtragung der Horizontalkräfte in Brückenlängsrichtung, beispielsweise der Bremskräfte, geschieht in einem mittleren Brückenabschnitt über das Doppelstützenpaar, das einen Achsabstand von 6,5 m aufweist und auf Pfahlkopfplatten mit Pfahlrosten gegründet ist. In den Randabschnitten werden die Horizontalkräfte in Längsrichtung in die Widerlager eingeleitet.
Die Gründung der Brücke erfolgte auf Großbohrpfählen mit 1,5 m Durchmesser und maximal 30 m Länge im zersetzten Tonstein des Oberen Buntsandsteins. Mit einem abschnittsweisen Lehrgerüst wurde der Überbau hergestellt.